# Talleres Varan
Creados bajo el impulso de Jean Rouch, los Talleres Varan proponen desde 1981 una pedagogía de formación al cine documental basada en la enseñanza por la práctica y el intercambio entre alumnos.
Esta escuela de cine es miembro del CILECT (Centro Internacional de Conexión de las Escuelas de Cine y de Televisión) que reagrupa los principales escuelas de cine del mundo entero y de la GEECT (Agrupación Europea de las Escuelas de Cine y de Televisión).
Es también un lugar de intercambios y de encuentros en torno al cine en el  corazón de París.

## Historia
En 1978, las autoridades de la joven República de Mozambique  piden a cineastas conocidos ir a filmar las transformaciones del país. Jean Rouch propone en lugar de esto  formar futuros cineastas locales con el fin de que puedan filmar su propia realidad. Con Jacques de Arthuys, encargado cultural de la Embajada de Francia — primer director de los Talleres —, constituyen un taller de formación de realización documental de pedagogía siempre actual : la enseñanza por la práctica. Después de esta primera experiencia que se enriquecería, desarrollaría y después se dispersaría en el mundo entero, fueron creados en París los Talleres Varan.

## La enseñanza por la práctica
Los métodos de trabajo impulsarían al extremo el principio de la enseñanza por la práctica. Todo se articula, para cada estudiante, en torno a la fabricación de películas « en magnitud real ». Los aprendices de cineastas aprenden a buscar su propio camino de lenguaje. Es realizando su película que cada aprendiz se inicia en la escritura cinematográfica, las tomas de imagen, a las tomas de sonido, a la realización y al montaje. Como si participaran en todos los estadios de la fabricación de una película, lo que hace indudablemente diferente la imagen y el sonido de aquel de los otros aprendices. Es también una pedagogía en movimiento, con un reparto colectivo a todos los estadios de la fabricación de la película. Con el tiempo  fue apareciendo un « estilo Varan ».
La enseñanza a los Talleres Varan se ubicaron en la línea del cine directo de Jean Rouch, Richard Leacock, Pierre Perrault o Frederick Wiseman. 
En complemento a la formación a la realización, los Talleres Varan han creado nuevas formaciones adaptadas al impulso del vídeo numérico y al contexto actual de la producción documental [deseada]. 

## Talleres en el extranjero
Desde el origen, los Talleres Varan pusieron en marcha talleres en diferentes países del mundo. Al finalizar  la formación de realización, acompañan los estudiantes del país el tiempo necesario para asegurar el funcionamiento autónomo y duradero del taller. Hace veinticinco años, los Talleres Varan daban a quienes no tenían  accesos la posibilidad de desarrollar las herramientas audiovisuales : « El objetivo, explicaba entonces Jacques de Arthuys, es de formar a la gente que no sean ni universitarios ni cineastas, incluso si son analfabetos, en una técnica muy simple, para permitirles crear sus propios sistemas de comunicación », para « permitir a  la gente que no ha tenido una tradición de cultura escrita, fijar la memoria», decía Pierre Baudry.
Los Talleres Varan preconizaron un reclutamiento abierto, representativo de las diferentes realidades sociológicas del país. Ciertos talleres han tenido una existencia efímera – el tiempo de poner en marcha uno o dos stages –, pero han permitido la formación de cineastas de referencia. En otros talleres, un trabajo continuado ha podido ser realizado durante varios años y  se han estructurado grupos fuertes.

## Algunos alumnos
Entre los numerosos alumnos que han pasado por los talleres pueden ser citados por ejemplo las realizadoras Julie Bertuccelli, Claire Simon, y Monique Mbeka Phoba.